# Arsita (Abruzzen)
Arsita ist eine Gemeinde mit 732 Einwohnern und liegt in der Nähe von Bisenti und Castiglione Messer Raimondo in der italienischen Provinz Teramo. Ein Teil des Territoriums der Gemeinde liegt innerhalb der Grenzen des Nationalparks Gran Sasso und Monti della Laga. Die Ortschaft ist Mitglied der Comunità Montana del Vomano, Fino e Piomba.

## Geografie
Zu den Ortsteilen (Fraktionen) zählen Cacciafumo, Collemesolo, Figliolarsita, Pantane und Valleiannina.
Die Nachbargemeinden sind: Bisenti, Castel del Monte, Castelli, Farindola und Penne.
Die Gemeinde liegt rund 30 Kilometer vom Hauptort der Provinz, der Stadt Teramo und 44 Kilometer von der Adriaküste entfernt.

## Geschichte
Die Ursprünge der Gemeinde reichen zurück bis in vorrömische Zeit, wie die archäologischen Funde im Jahr 1985 beweisen. Es wurden Gräber und Schmuck aus dem Bronzezeitalter gefunden. Die Siedlung wurde im 13. Jahrhundert erstmals schriftlich erwähnt. Im 16. Jahrhundert wurde die Kirche Santa Maria D'Aragona errichtet, in der sich im Inneren des Gebäudes eine Darstellung einer Madonna mit einem Kind befindet. Die Keramiken wurden zu Beginn des 20. Jahrhunderts restauriert.

## Sehenswürdigkeiten
- Das Castello di Bacucco
- Die beiden Kirchen Chiesa di Santa Vittoria und Chiesa di Santa Maria D'Aragona